# Tristagma circinatum
Tristagma circinatum är en amaryllisväxtart som först beskrevs av Noel Yvri Sandwith, och fick sitt nu gällande namn av Hamilton Paul Traub. Tristagma circinatum ingår i släktet Tristagma och familjen amaryllisväxter. Inga underarter finns listade i Catalogue of Life.